# Tevau
El  'Tevau' , es una pieza numismática, procedente de las Islas Salomón, conservada con el número de inventario 2002/10/1 en el Museo Arqueológico Nacional de España en Madrid y expuesta en la sección «La moneda, algo más que dinero».

## Historia
El tevau llamado también «dinero pluma», procede de la provincia de Santa Cruz, un grupo de islas que forman parte del archipiélago Islas de Salomón, al sureste de Papúa Nueva Guinea, donde ha sido empleado como dinero o intercambio a partir del 1800 y a pesar de que después de la Segunda Guerra Mundial ya llegaron a la zona los billetes y monedas australianos, hasta los años 1950 se siguió utilizando el tevau de forma tradicional, especialmente para pagos de dote en los matrimonios y costumbres tradicionales. El gobierno lo declaró en 1975 patrimonio cultural y prohibió su exportación.

## Descripción
Es una cinta de fibra vegetal de unos 7 cm de ancho y cerca de 10 metros de longitud, que se encuentra enrollada en forma de rueda sobre dos anillos de corteza de árbol tejida por un lado con hileras de minúsculas plumas de color rojo de un pájaro (Myzolena cardinalis), del que se usan únicamente las plumas del pecho, la cabeza y el lomo. Su fabricación es muy trabajosa y lenta, calculándose que tres personas tardan un año en realizar una rueda. Se necesitan más de 300 pájaros para conseguir el número de plumas necesarias.